# Meganoton scribae
Meganoton scribae is een vlinder uit de familie van de pijlstaarten (Sphingidae). De wetenschappelijke naam van de soort is voor het eerst geldig gepubliceerd in 1911 door Jules Leon Austaut. Dit taxon wordt ook wel als een ondersoort van Meganoton analis beschouwd.